# The Morrow Project

The Morrow Project est un jeu de rôle sur table américain de science-fiction post-apocalyptique publié par l'éditeur Timeline en 1980. Il met en scène les membres d'une organisation militaro-scientifique chargée de reconstruire la civilisation après l'apocalypse nucléaire.

## Histoire éditoriale
The Morrow Project, édité par Timeline LTD, est rédigé par Kevin Dockery - également auteur d'un supplément sur les armes à feu, The Armory - Robert Sadler et Richard Tucholka. Il a fait l'objet de plusieurs révisions et nouvelles éditions.
La première édition date de 1980. Une première révision voit le jour en 1981 et une dernière édition est imprimée en 1983. Une quatrième édition a vu le jour en 2013 grâce à un financement participatif..

## Univers

### Histoire
En 1962, un homme du nom de Bruce Edward Morrow, origines inconnues, rassemble neuf des plus grands industriels des États-Unis dans une organisation nommée le Conseil du Lendemain. Les méthodes employées pour arriver à ce résultat ne sont que des suppositions[pas clair]. Plusieurs personnes s'accordent à dire que Morrow possédait le pouvoir de se transporter lui et une petite quantité de matière dans le futur. Ayant connaissance du destin de la civilisation humaine, Morrow et le Conseil construisent une organisation dédiée à la survie de la race humaine au-delà de la destruction.
Cette organisation met sur pied le concept du "Morrow Project", un plan ambitieux qui suppose la cryogénisation de personnes et de matériel spécial qui seront utiles à la reconstruction des USA après la guerre nucléaire. Pendant plusieurs années, le Projet recrute et stocke secrètement des équipes en vue du réveil. Petit à petit, les procédés et les équipements deviennent de plus en plus avancés technologiquement. En 1979, Morrow réapparaît après une longue absence et transporte avec lui ce qui s'avère être un générateur à fusion et une technologie laser de pointe. En 1987, le Projet a achevé la mise à niveau des différentes caches ou dorment les équipes, leur fournissant les derniers matériels et véhicules, ainsi que les manuels d'utilisation.
La "Prime Base" du Projet est un vaste complexe souterrain construit pour subvenir aux besoins de plus de 150 personnes. Elle doit servir de centre de communication, de collecte des informations et d'organisation des équipes sur le terrain.
L'aventure commence lorsque les membres du Projet se réveillent. Malheureusement, à la suite d'une défaillance informatique, le signal du réveil est donné 150 ans trop tard. Pire encore, la Prime Base ne répond pas et il est impossible d'établir le contact avec les autres équipes. Livrés à eux-mêmes, les survivants doivent survivre dans ce monde hostile et éventuellement tenter de reconstruire la civilisation.

### Les survivants
Les survivants dans le jeu intègrent des rôles comme des pillards, des marchands, des religieux, des fanatiques, des mutants et des cannibales. Ce monde post apocalyptique se veut réaliste.

### La géographie
Toute l'action se situe aux États-Unis. Le pays a été la cible d'attaques nucléaires, aussi le paysage est largement modifié. Il subsiste des zones radioactives. Le livre de règles indique précisément le lieu ou sont tombées les plus importantes ogives nucléaires.

### Les membres du Projet
Les personnages font partie d'une des trois[réf. nécessaire] sections
- MARS, la branche guerrière du projet, chargée de protéger les autres membres
- Recon, les explorateurs de l'organisation
- Science, les techniciens et scientifiques, indispensables pour la reconstruction de la civilisation.

## Règles du jeu

### Construction du personnage
Caractéristiques
Chaque personnage du jeu est défini par des caractéristiques chiffrées notées de 1 à 20. Dans la première version des règles, elles étaient utilisées en conjonction avec le lancer d'1d20 pour effectuer tous les tests. Les caractéristiques primaires servent à définir quelques valeurs secondaires liées à l'état de santé du personnage. Il s'agit des Structure Points (SP) et des Blood Points (BP). Les SP sont les « points de vie » du personnage. Chaque zone du corps (de la main au torse en passant par les poignets et les genoux) possède son quota de SP. Chaque blessure diminue ce montant. À 0, la zone ne fonctionne plus. Les BP quant à eux permettent de suivre les éventuelles hémorragies.
Compétences
Le système de compétences, absent du livre de base de la première édition, fait son apparition sous forme de supplément puis fut intégré dans les règles de bases à partir des éditions suivantes. Le système utilise un simple jet de D100 pour définir la réussite ou l'échec d'une action. Les compétences renforcent le côté humanitaire[En quoi ?] du jeu. Même si les personnages sont lourdement armés pour leur survie, leur principal objectif reste la reconstruction de la civilisation[Interprétation personnelle ?]. Un ingénieur agronome ou un économiste chevronné pourra faire toute la différence lorsqu'il s'agira de remettre une petite communauté sur les rails.

### Combat
Les combats dans The Morrow Project sont réalistes et rapidement mortels. Même si les personnages sont suréquipés dans ce monde post apocalyptique, il subsiste néanmoins des individus encore équipés d'armes à feu efficaces[style à revoir]. Les dégâts des armes à feu sont basées sur « l'E-Factor ». Cette valeur est une mesure du coefficient de pénétration de la balle dans un corps humain. Couplé avec une table de localisation précise et une gestion du cumul de dégâts, le système ne laisse que peu de chance de survie aux têtes brulées. Il n'est pas rare en effet qu'un personnage meure instantanément lorsqu'il reçoit une balle. En cas de blessure, si le personnage a la chance de survivre, il faudra compter avec la perte des BP, ce qui pourra mener un personnage à l'épuisement puis à la mort. Les combats véhiculés ne sont pas moins létaux. Une simple table croisant le type de véhicule avec l'arme utilisée pour l'attaque donne rapidement les dégâts infligés et les chances de survie de l'équipage.